# Acacia costaricensis
Acacia costaricensis é uma espécie de leguminosa do gênero Acacia, pertencente à família Fabaceae.